# 李鹤年 (1895年)
李鹤年（1895年2月—1969年），曾用名李传龄、李茂三，山东肥城人，中国共产党早期人物。

## 生平
李鹤年是山东肥城县东向镇人。1921年，在法国里昂华工工会工作。1923年，加入共产主义青年团。1924年6月，到苏联莫斯科东方劳动大学学习，同年12月转入中国共产党。1925年回国，在开滦煤矿做工运，1925年回原籍，1927年7月，任东向镇党支部书记。1927年8月，武冠英、李鹤年等人以泰安火车站、东向镇、卫驾庄等党支部为基础，在东向镇建立中共泰安县委，隶属中共山东省委，马守愚担任书记，李鹤年担任委员，1933年李鹤年被捕。1937年，李鹤年出狱后，参加泰西起义，1942年第二次被捕，1945年到解放区。中华人民共和国成立后，在华北妇联、中央建工部任科长等职，1966年退休。在文化大革命中受迫害，1969年12月去世。1986年7月，中共中央组织部决定承认李鹤年身份，骨灰安放北京八宝山革命公墓。